# Eldad i Medad
Eldad (hebr. אֶלְדָּד) i Medad (hebr. מֵידָד) – postacie biblijne wspomniane w Księdze Liczb.

## Opis postaci
Eldad i Medad zostali spisani jako ludzie posiadający dar prorokowania pośród Izraelitów. Gdy Mojżesz wyprowadził z obozu siedemdziesięciu starszych do Namiotu Spotkania i za pośrednictwem Boga dał im moc wziętą z ducha, ci wpadli w uniesienie prorockie. Eldad i Medad pozostali w obozie Izraelitów. Tam zaczęli prorokować, jednak ze względu na to że nie poszli razem ze starszymi do Namiotu Spotkania, wiedziony zazdrością Jozue nalegał na Mojżesza, aby ten zabronił im prorokować. Mojżesz nie spełnił prośby, stwierdziwszy iż moc prorocza nie jest przeznaczona tylko dla ścisłego grona osób.

## Etymologia
Pochodzenie imion proroków nie jest do końca jasne.
- Jeżeli pochodzą one z języka hebrajskiego, wówczas Eldad znaczyłoby „Bóg jest bratem mojego ojca”, natomiast Medad „Ten który jest bratem mojego ojca”, ponieważ słowo dad oznacza stryja.
- Jeżeli nazwy są asyryjskie Eldad oznaczałoby „Bóg jest umiłowany”, a Medad „Ten który jest umiłowany”.
- Jeżeli imiona byłyby akadyjskie „dad” odnosiłoby się do Adada, bóstwa znanego Aramejczykom jako Hadad. Wówczas Eldad znaczyłoby „Bogiem jest Hadad”, a Medad „Ten który jest z Hadadem”.

Pozostałe dwie koncepcje oznaczałyby, że prorocy nie byli z pochodzenia Izraelitami, tylko poganami. Wówczas obiekcje Jozuego w stosunku do Mojżesza z Księgi Liczb nabrałyby większego znaczenia i wydawałyby się bardziej uzasadnione. W samej Księdze jednak nic nie wspomniano na temat pochodzenia mężczyzn. Jedyną wskazówką mogłoby być zdanie Mojżesza, który odpowiedział Jozuemu: Oby tak cały lud Pana prorokował, oby mu dał Pan swego ducha. Jednak zdanie to nie musi koniecznie znaczyć, że Eldad i Medad byli z ludu Izraela.